# Код готовності
Код готовності (англ. Readiness Code)  — набір з восьми біт, кожен із яких відповідає одному контрольованому системою OBD-II пристрою чи системі автомобіля, які обмежують або впливають на токсичні і шкідливі викиди. Коли всі біти готовності показують «нуль» («Пройдено» чи «Завершено»), це означає, що всі ці пристрої і системи перевірені та успішно пройшли тестування і адаптацію.
Щоразу, коли ви видаляєте коди несправності, всі біти готовності, що перевіряються, будуть встановлені на «одиницю» («Не пройдено» або «Не завершено»). Більшість автомобілів до 2000 року випуску можуть не мати усіх восьми пристроїв чи систем, тому ЕБК має розпізнавати біти, що відповідають системам, яких насправді немає в автомобілі. Вони автоматично отримають статус «нуль» («Пройдено») без жодних тестів.
Щоб перевірити всі системи, потрібні різні специфічні умови водіння. На практиці, водіння автомобіля, що справно функціонує, протягом 2-3 днів, включаючи хоча б одну коротку поїздку по шосе, має бути достатньо для перевірки кожного з бітів готовності, щоб встановити для всіх тестованих бітів значення «Пройдено». Це можна зробити за короткий час за допомогою дуже конкретної та складної процедури, описаної в розділі «Бортова діагностика» посібника з ремонту вашого двигуна.
Код готовності засвідчує про успішну або неуспішну адаптацію та тестування таких восьми систем:
- Система рециркуляції вихлопних газів
- Система підігріву лямбда-зонда (англ. oxygen sensor heating)
- Лямбда-зонд
- Система кондиціювання повітря
- Система додаткової подачі повітря[ru]
- Система уловлювання випаровувань палива (англ. evaporative emissions)
- Система контролю температури нагріву каталізатора (англ. catalyst heating)
- Каталітичний нейтралізатор